# Golfo di Palermo
Il golfo di Palermo è una insenatura situata vicino alla città dal quale prende il nome: Palermo. Anche parte dell'area metropolitana palermitana si affaccia sul golfo nei tratti rientranti nei confini territoriali dei comuni di Ficarazzi e Bagheria.

## Geografia
Il golfo affacciato sul Mar Tirreno, si estende da Nord (dove il massiccio del Monte Pellegrino lo separa dalla baia di Mondello, località balneare di Palermo) alla costa alta e rocciosa di Capo Zafferano a Sud-Est.
Nel golfo sfocia il fiume Oreto (principale corso d'acqua di Palermo). 

## Storia
La storia di questo tratto di mare è assai ricca. Le prime tracce di vita si hanno sul Monte Pellegrino dove già nel Paleolitico uomini vivevano nelle caverne. Di grande importanza fu la fase Fenicia dove il golfo divenne uno snodo portuale per mercanzie e uomini provenienti dalle coste del Medio Oriente. Con i Fenici inoltre nacque la città di Palermo nel 734 A.c.. Dal momento della fondazione della città principale del golfo società e popoli sono passate dalle coste di questo golfo: Bizantini, Arabi Kalbiti, Normanni, Svevi, Angioini, Spagnoli per poi giungere ad oggi.

## Economia
L'economia del golfo di Palermo ruota da sempre attorno alla pesca, alle attività portuali, e all'agricoltura sulle coste. 
La pesca è praticata oggi specie in piccoli borghi affacciati su questo tratto di mare, Aspra ne è un fulgido esempio qui si pratica la pesca di pesce azzurro. A Palermo ha sede invece un vasto mercato ittico che è ben distante dalla pesca tradizionale dei piccoli borghi e che punta invece alle aste del pescato e alle esportazioni all'estero. 
Il Porto di Palermo uno dei maggiori del Mar Mediterraneo rappresenta il cuore navale del golfo. Da qui partono ogni giorno collegamenti marittimi per tante destinazioni: per Tunisi, per Cagliari per la dirimpettaia Isola di Ustica e tante altre con partenze quotidiane. Tante sono anche le navi da crociera che fanno tappa nel golfo durante l'anno.
Agrumi come limoni e mandarini tardivi sono intensamente coltivati sulle coste del golfo. La calda corrente del Mar Tirreno rende il golfo un habitat ideale non solo per la maturazione ottimale degli agrumi ma anche di altre varietà di frutti e ortaggi.